# Hack Wilson
Lewis Robert Wilson (26 de abril de 1900 – 23 de novembro de 1948) foi um jogador profissional de beisebol da Major League Baseball que jogou 12 temporadas pelo New York Giants, Chicago Cubs, Brooklyn Dodgers e Philadelphia Phillies. Apesar de sua baixa estatura, foi um dos mais poderosos rebatedores entre os anos 1920 e os anos 1930. Sua temporada de 1930 com os Cubs é considerada uma mais memoráveis performances individuais em temporada única na história do beisebol. Os destaques incluem 56 home runs, recorde da National League por 68 anos; e 191 RBIs, uma marca nunca ultrapassada. "Por um breve período de alguns anos", escreveu um cronista esportivo, "este forte e pequeno homem rivalizava com o poderoso [Babe] Ruth."
Tanto a combatividade de Wilson e o consumo excessivo de álcool o tornaram uma das personalidades esportivas mais pitorescas de sua época, e os mesmos motivos, sem dúvida, contribuíram para um fim prematuro de sua carreira atlética e, em última instância, seu desaparecimento prematuro. Foi induzido ao Baseball Hall of Fame na votação de 1979.